# 伊勢柏崎駅
伊勢柏崎駅（いせかしわざきえき）は、三重県度会郡大紀町崎にある、東海旅客鉄道（JR東海）紀勢本線の駅である。
旧・紀勢町にある唯一の鉄道駅で、この駅は同町入口としての役割も有していた。なお駅名は開設当時の当駅があった柏崎村の名に由来しており、それは付近の2つの集落柏野と崎の名を合成したものである。

## 歴史
- 1927年（昭和2年）7月3日：鉄道省紀勢東線（現・紀勢本線）滝原駅 - 当駅間延伸時に終着駅として開設[1][2]。
- 1927年（昭和2年）11月13日：紀勢東線当駅 - 大内山駅間延伸、途中駅となる[1]。
- 1959年（昭和34年）7月15日：線路名称改定。紀勢東線が紀勢本線へ編入、同線の駅となる[1]。
- 1972年（昭和47年）10月15日：貨物取扱廃止[2]。
- 1983年（昭和58年）12月21日：無人駅化[3]、荷物扱い廃止[2]。
- 1987年（昭和62年）4月1日：国鉄分割民営化に伴い、JR東海の駅となる[1][2]。

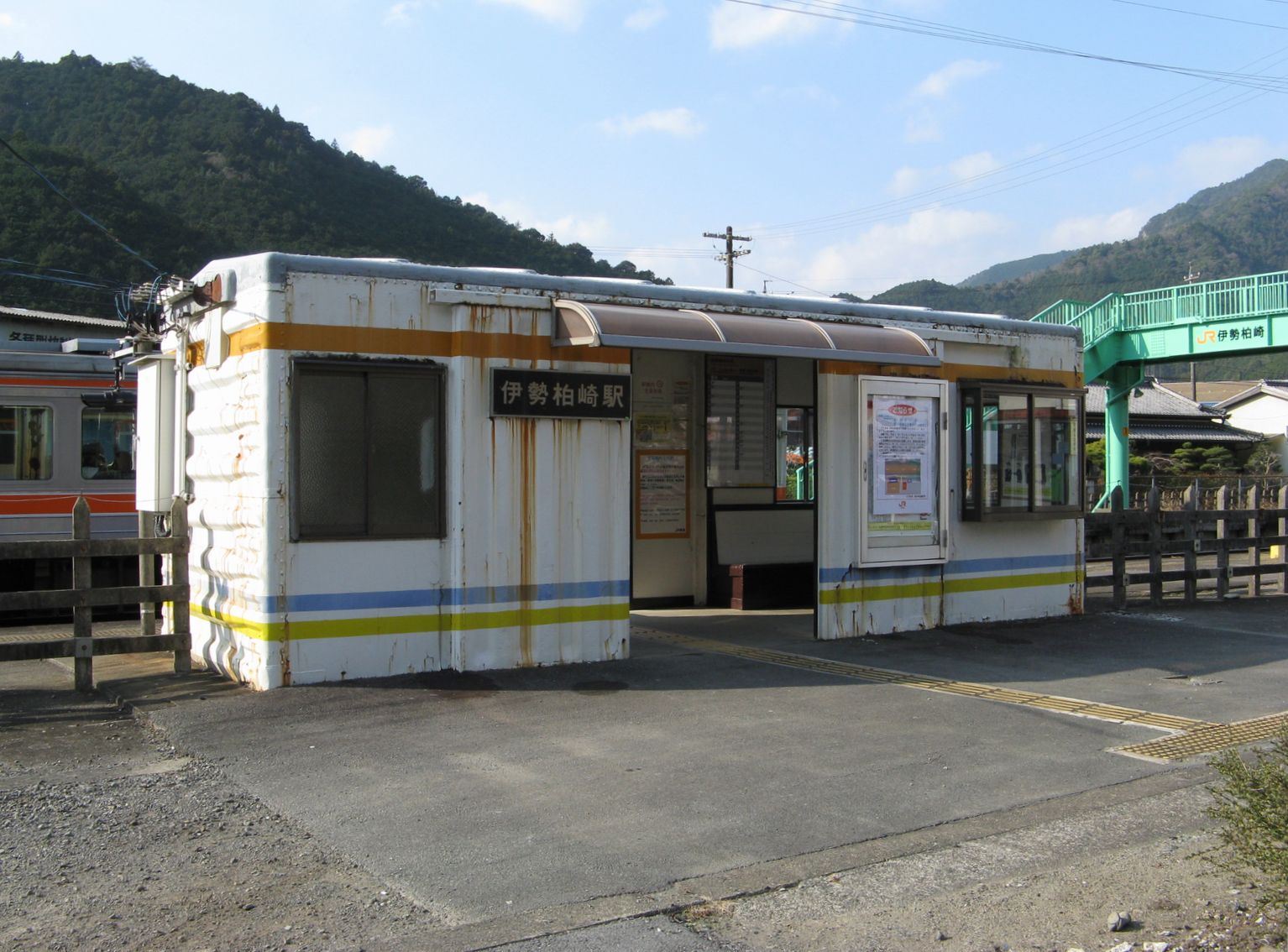
旧駅入口（2006年12月）

## 駅構造
相対式ホーム2面2線を有する列車交換可能な地上駅。両ホームは跨線橋で連絡している。開設当初の駅舎は解体され、貨車（有蓋車）廃車体を流用した簡易駅舎が使用されていたが、2009年に現駅舎が新築された。
紀伊長島駅管理の無人駅。

### のりば
| 番線 | 路線      | 方向 | 行先             |
| ---- | --------- | ---- | ---------------- |
| 1    | ■紀勢本線 | 上り | 松阪・名古屋方面 |
| 2    | ■紀勢本線 | 下り | 尾鷲・新宮方面   |

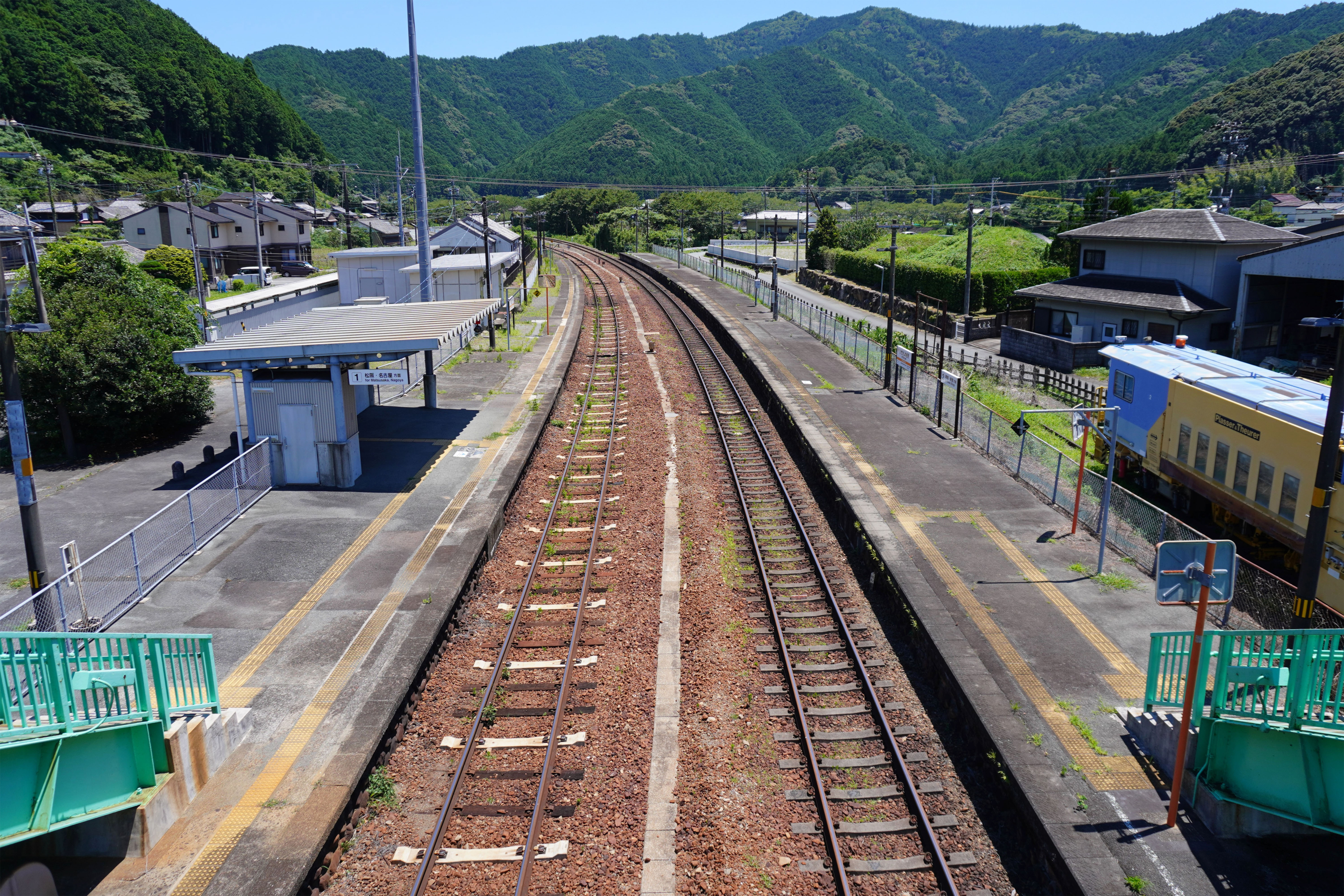
ホーム（2023年7月）

## 利用状況
「三重県統計書」によると、近年の1日平均乗車人員の推移は以下の通り。
| 年度   | 1日平均 乗車人員 |
| ------ | ---------------- |
| 1998年 | 72               |
| 1999年 | 80               |
| 2000年 | 90               |
| 2001年 | 90               |
| 2002年 | 93               |
| 2003年 | 88               |
| 2004年 | 75               |
| 2005年 | 84               |
| 2006年 | 82               |
| 2007年 | 93               |
| 2008年 | 102              |
| 2009年 | 94               |
| 2010年 | 89               |
| 2011年 | 84               |
| 2012年 | 85               |
| 2013年 | 91               |
| 2014年 | 81               |
| 2015年 | 85               |
| 2016年 | 82               |
| 2017年 | 93               |
| 2018年 | 94               |
| 2019年 | 86               |

## 駅周辺
大内山川が山を削って出来た僅かばかりの平地にあり、周囲には人家や郵便局に学校や役場出張所等がある。当駅は崎集落にあるが、北東にあるもう1つの大きな集落・柏野の入口としての役割もある。
駅南西側で大内山川に合流する三ヶ野川沿いに上流へと向かうとその道は錦峠附近で国道260号線になり、更にその国道260号線を南下すると錦漁港で有名な錦集落に辿り着く。そこには港に面していくつかの旅館等があり、大紀町役場の錦支所や大紀町立錦小学校等もある。
- 紀勢郵便局
- 大台警察署柏崎駐在所
- 紀勢地区広域消防組合奥伊勢消防署紀勢分署
- 大紀町立大紀中学校（旧・柏崎中学校）
- 大内山川
- 注連小路川
- 古和河内川
- 錦漁港
- 国道42号線
- 三重県道538号線：駅と国道を結ぶ。
- 熊野古道伊勢路
- 山海の郷紀勢
- 紀勢自動車道紀勢大内山IC
- 南伊勢町営バス「JR伊勢柏崎駅前」停留所 - 神前方面[5]

## 隣の駅
東海旅客鉄道（JR東海）
■紀勢本線
阿曽駅 - 伊勢柏崎駅 - 大内山駅